# Прибытки (Тамбовская область)
Прибы́тки — село в Бондарском районе Тамбовской области России, административный центр Прибыткинского сельсовета.

## Население
| 2002 | 2010 | 2014 | 2015 | 2017 |
| ---- | ---- | ---- | ---- | ---- |
| 338  | ↘313 | ↘298 | ↘294 | ↘269 |

## История
Село было основано однодворцами (боярскими детьми и другими служилыми людьми) в первые годы XVIII века. Первые сведения о нём содержатся в окладной книге по Шацкому уезду.
В документах первой ревизской сказки 1719—1722 годов содержатся более полные сведения о Прибытках. Оно называется «сельцом Архангельским, Прибытки тож». Упомянуто, что в 1721 году сюда переведены 9 человек дворовых людей, принадлежащих мелким помещикам — Василию и Алексею Петровым, из деревни Зверевой Костромского уезда. Сюда же в 1722 году из Епифановского уезда переселились две семьи однодворцев — Петра Миронова и Макара Дементьева.
В документах второй ревизии 1745 года Прибытки называются селом. В то время там проживали 20 однодворцев и 35 крепостных крестьян.
В 1868 году в селе действовала мельница. Население — 619 жителей (306 мужчин, 313 женщин).

Церковь деревянная, холодная, перестроена прихожанами в 1877 году. Престол один, Архангельский (8 ноября).
Дворов 230, душ муж. п. 791, жен. п. 850, великороссы, земледельцы, имеют около 1 дес. на душу во всех трёх полянах.
Штат: священник и псаломщик.

Школа: церковно-приходская, есть попечительство.— Историко-статистическое описание Тамбовской епархии, 1911
Прибыткинский сельский Совет рабочих, крестьян и армейских депутатов (сельсовет) был образован 24 декабря 1918 года в селе Прибытки Тамбовского уезда Тамбовской губернии. С июля 1928 года с введением нового административно-территориального деления Прибыткинский сельсовет вошёл в состав Бондарского района Тамбовского округа ЦЧО. Население в 1920 году составляло 1310 человек.
По данным Всесоюзной переписи 1926 года село насчитывало 250 русских дворов, прочие — 1. Население: 561 мужчина, 646 женщин.
В соответствии с Указом Президиума Верховного Совета СССР об укрупнении сельсоветов в 1955 году в состав Прибыткинского вошла территория Вердеревщинского сельсовета.